# 宋劭穀
宋劭穀，字魯詒，號雲皋，贵州安順人，清朝政治人物、進士出身。

## 生平
嘉慶十六年（1811年）辛未科進士，二甲二十一名，選翰林院庶吉士，散館改主事，歷官監察御史、廣東鹽運使，至江蘇按察使。